# Jardin Yitzhak-Rabin
Le jardin Yitzhak-Rabin est un espace vert situé dans le parc de Bercy dans le 12e arrondissement de Paris en France.

## Origine du nom
Le nom de ce jardin est un hommage à Yitzhak Rabin, un homme politique israélien assassiné en 1995.

## Historique
La dénomination du jardin date de novembre 2000.